# Корчагин, Владимир Владимирович
Владимир Владимирович Корчагин (14 октября 1924, Казань — 26 декабря 2012, там же) — русский советский и российский писатель, учёный-геолог. Автор приключенческих и научно-фантастических произведений. Член Союза писателей СССР и Татарстана. Кандидат геолого-минералогических наук.

## Биография
Родился в Казани, с 14 лет начал работать, после Великой Отечественной войны, в 1951 году, окончил геологический факультет Казанского университета, кандидат геолого-минералогических наук (1954). Был доцентом кафедры минералогии Казанского университета, работал там 36 лет, до 1987 года, занимаясь научной и преподавательской деятельностью.
В 1984 году, сразу после вступления в Союз писателей Татарстана, стал руководителем его русской секции, а с 1986 года — литературным консультантом.
Заслуженный работник культуры Республики Татарстан (2000).
Умер 26 декабря 2012 года в Казани.

## Творчество
В основу дебютного романа Корчагина «Тайна реки злых духов» (1962) легли впечатления от его геологических экспедиций. Затем были написаны и другие его приключенческо-познавательные книги: «Путь к перевалу» (1968) и «Тайна таёжного лагеря» (2007).
В 1980-х годах обратился к фантастике. Написал научно-фантастические романы «Астийский эдельвейс» (1982), «Конец легенды» (1984), «Именем человечества» (1989), «Узники страха» (1991), «Женщина в чёрном» (2002), «Две жизни» (2004). Фантастические произведения автора также тесно связаны с его профессией.
За повесть «Подкидыш» в 2000 году был удостоен Державинской премии.
Написал также нескольких монографий и учебных пособий по геологии и минералогии.